# Jacopo Sannazaro

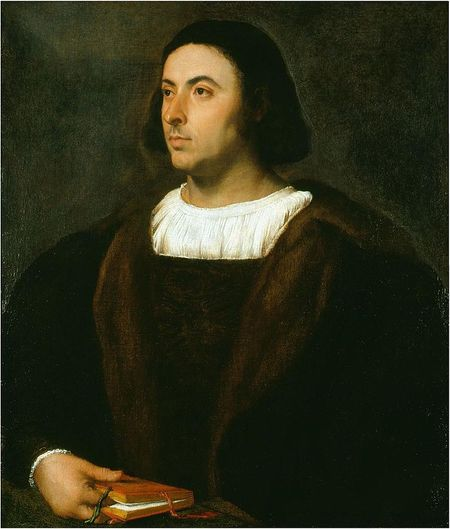
Tizian: Jacopo Sannazaro

Jacopo Sannazaro (* 28. Juli 1457 in Neapel; † 6. August 1530 ebenda) war einer der führenden Dichter des Renaissancehumanismus. Seine höchst einflussreichen und in ganz Europa gelesenen Werke schrieb er bis zu seinem Exil 1501 in italienischer und lateinischer, danach nur noch in lateinischer Sprache.

## Leben
Jacopo Sannazaro wurde am 28. Juli 1458 in Neapel geboren. Nach dem frühen Tod seines Vaters wuchs er mit seiner Mutter in San Cipriano Picentino auf. Danach kehrte er 1474 nach Neapel zurück, besuchte die dortige Universität und vollendete seine Bildung an der Accademia Pontaniana des Giovanni Pontano, in die er 1478 eintrat und wo er den Dichternamen „Actius Sincerus“ annahm. Pontanos im Jahre 1499 geschriebener Dialog Actius weist seinen Schüler Sannazaro als eine spezielle Autorität für die Werke Vergils aus. Von Sannazaro wird auch berichtet, dass er jährlich den 15. Oktober, den Geburtstag Vergils, mit besonderen Feierlichkeiten begangen habe.
Durch seine Dichtungen zog Sannazaro auch die Aufmerksamkeit des Königs Ferdinand von Neapel sowie seiner Söhne Alfons und Friedrich auf sich und wurde in Sekretärsfunktion deren freundschaftlicher Begleiter auf ihren Reisen und Feldzügen. Als Friedrich I. 1496 den Thron bestieg, schenkte er dem Dichter die am westlichen Stadtrands Neapels gelegene Villa Mergellina. Sannazaro folgte seinem Mäzen, als dieser 1501 sein Reich verlassen musste, ins Exil nach Frankreich und kehrte nach Friedrichs Tod (1504) erst 1505 wieder nach Neapel zurück. Wie schon vor seinem Exil war Sannazaro eine bedeutende Figur in den literarischen und höfischen Kreisen Neapels. Weiterhin hielt er sich im Umfeld der Accademia Pontaniana auf und wurde nach dem Tod von Pietro Summonte (1463–1526) deren Leiter. Sannazaro starb am 6. August 1530 in Neapel. Seine Grabstätte befindet sich in der Kirche Santa Maria del Parto, die Sannazaro nur unweit seiner Villa Mergellina in Nähe des Grabes seines ständigen Dichtervorbildes Vergil errichten ließ.

## Werke

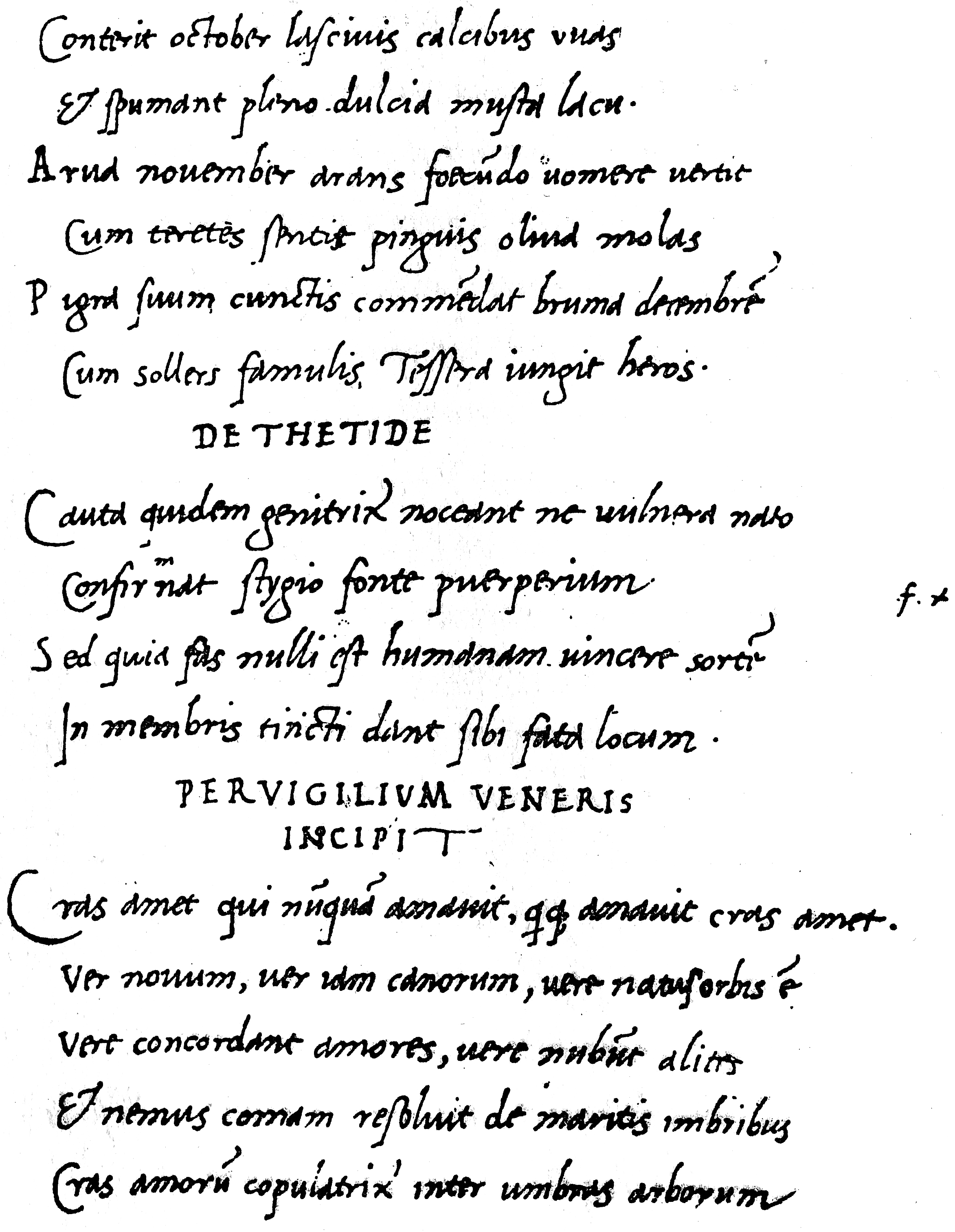
Sannazaros Handschrift, hier aus seiner sorgfältigen Abschrift (ca. 1501–1503) spätantiker Gedichte und des Pervigilium Veneris

Im Anschluss an antike Vorbilder gibt Sannazaro in einer sehr spät verfassten, autobiographischen Elegie an Cassandra Marchese (Elegia 3,2) einen poetologisch durchdachten und konstruierten Überblick über sein gesamtes Œuvre.
Sein Ruhm als Dichter in italienischer Sprache beruht auf der umfangreichen Pastoralromanze Arcadia, die als die vorzüglichste bukolische Dichtung der Italiener gilt und europaweit für Generationen Gattungsvorbild der erotischen Hirtendichtung bleiben wird. Sannazaro arbeitete seit den 1480er Jahren an dieser prosimetrischen, d. h. aus Prosa- und Versteilen bestehenden Dichtung, die zuerst 1504 in Venedig und 1514 ebendort in einer stark durchkorrigierten Fassung erneut gedruckt wurde. Sannazaros übrige italienische Gedichte, aus Sonetten und Kanzonen bestehend, gehören wegen der Reinheit ihrer Sprache zu den von der Akademie der Crusca anerkannten Mustern. Eine Gesamtausgabe seiner italienischen Werke erschien in Padua 1723.
Höchstes Ansehen in der neulateinischen Literatur genießt Sannazaro als Dichter spätestens zu dem Zeitpunkt, als im Mai 1526 auf einem Schlag fünf, über lange Jahre fein geschliffene Werke erschienen. Voran steht dort sein in der Tradition der Bibelepik stehendes und durch intensive Vergil-Rezeption gekennzeichnetes Kleinepos De partu Virginis („Über die Geburt der Jungfrau“), das aus nicht mehr als 1500 Versen besteht und an dem er doch mehr als zwanzig Jahre gearbeitet hat. Zeitgenossen, aber auch spätere schätzen dieses Bibelepos, "ein meisterhaftes Epyllion", als Exzellenzstück religiöser Dichtung des Renaissancehumanismus und zählen es zu den herausragendsten renaissance-lateinischen Werken überhaupt.
Kaum weniger beachtet wurden die 1526 zusammen mit De partu virginis publizierten fünf Eclogae piscatoriae (Fischer-Eklogen) Sannazaros, in denen nicht nach bisheriger, besonders an Vergil geschulter Gattungstradition Hirten, sondern nun auch Fischer (aus der Bucht Neapels) als Hauptfiguren auftraten. Das 113 Verse umfassende Gedicht Salices (Weiden) thematisiert in Anlehnung an Darstellungsweisen Vergils und Ovids eine Metamorphose von Nymphen des kampanischen Flusses Sarno, der Nahe Neapel ins Mittelmeer mündet. Eine weitere Dichtung betont religiösen Inhalts ist die 118 Verse lange Nänie (Trauergedicht) De morte Christi Domini ad mortales lamentatio (Wehklage über den Tod unseres Herrn Christus an alle Sterblichen).
Sannazaro verfasste seit jungen Jahren zu diversen Anlässen Elegien und Epigramme. In seinen elegischen Liebesdichtungen folgt er vor allem Catull (vgl. Epigr. I,13).
Das Epigramm auf Venedig (1,35), wofür der Senat der Republik ihm enorme 600 Zecchine bezahlte, erregte nationales Aufsehen.
XXXV. De mirabili urbe Venetiis / Viderat Hadriacis Venetam Neptunus in undis / stare urbem et toto ponere iura mari: / «Nunc mihi Tarpeias quantumvis, Iupiter, arces / obiice, et illa tui moenia Martis,» ait. / «Si pelago Tybrim praefers, urbem adspice utramque: / illam homines dices, hanc posuisse deos.»
XXXV. Über die wunderbare Stadt Venedig / Über den Wellen der Adria sah Neptunus Venedig / Schimmern, die Stadt, die dem Meer aufzwingt ihr eignes Gesetz. / Mögst du mir, Jupiter, sprach er, das tarpeische Bollwerk / Rühmen, soviel du kannst, samt auch den Mauern des Mars, / ziehest die Tiber dem Meer du vor, so vergleiche die beiden: / Diese ist menschliches Werk, jene von Göttern erbaut.

## Rezeption

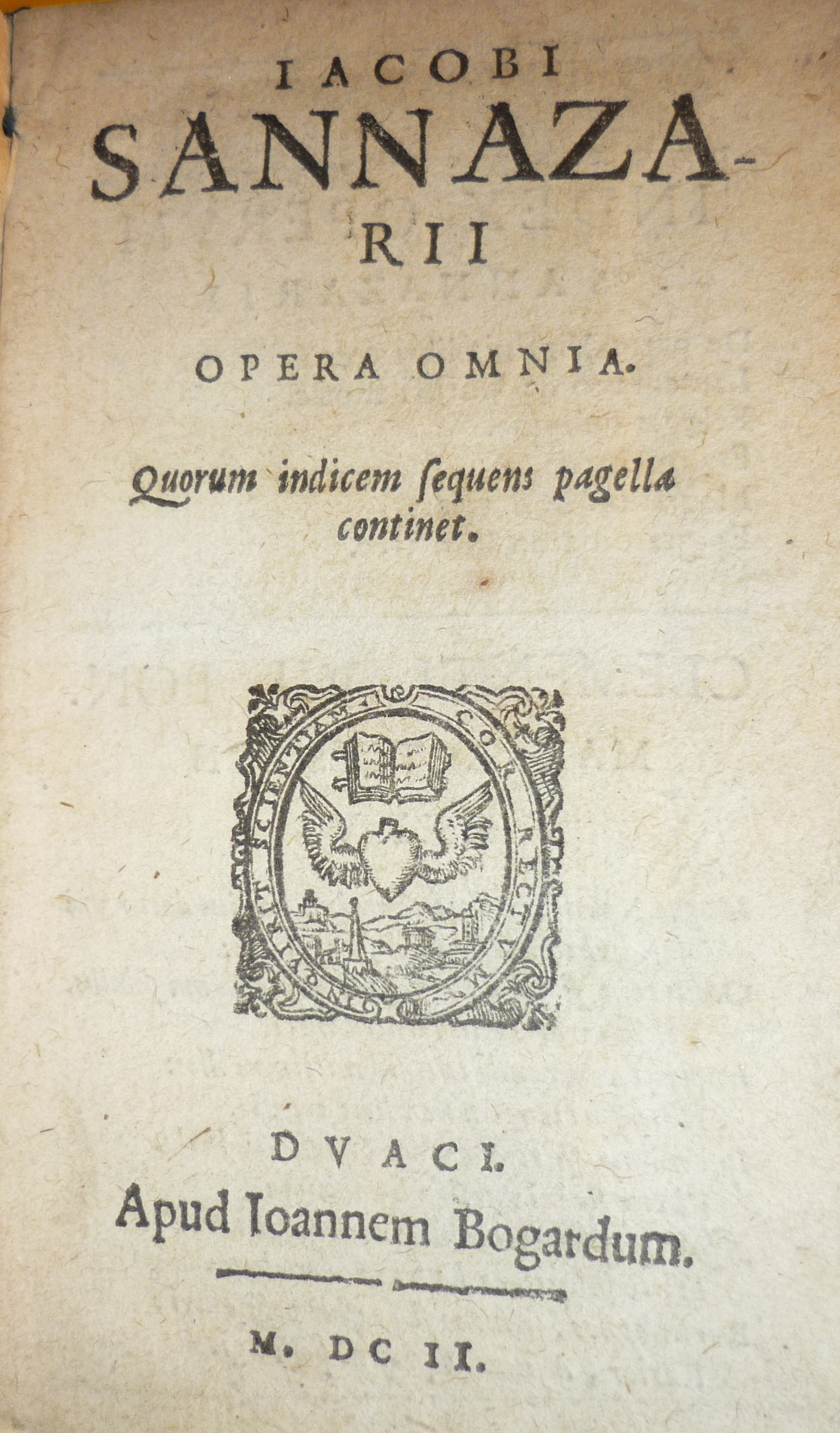
Ein Nachdruck (1602) von Sannazaros sämtlichen Werken

Erst postum sammelte sein Dichterfreund Antonio Garlon die lateinischen Dichtungen Sannazaros und publizierte diese Opera omnia latine scripta 1535 in Venedig beim Verleger Paolo Manuzio. Wegen der philologischen Anmerkungen von Petrus Vlamingius (1686–1733) erwähnenswert ist auch die Gesamtausgabe der lateinischen Werke, die 1728 in Amsterdam erschien.
Sannazaros im Mai 1526 erschienenes Kleinepos De partu virginis erfuhr nach begeisterter Aufnahme in Kreisen italienischer Humanisten allerdings im März 1528 eine schroffe Kritik durch Erasmus von Rotterdam, wodurch sein Werk auf ungeahnte Weise nun auch in mittel- und nordeuropäischen Gebieten noch bekannter gemacht wurde. Erasmus erhob in seinem Dialogus cui titulus Ciceronianus, sive De optimo dicendi genere (Der Ciceronianer, oder Der beste Stil. Ein Dialog) gegen Sannazaros Dichtung den Vorwurf, einer weltfernen Antikenschwärmerei verfallen zu sein und die klassische Form über die christliche Aussage gestellt zu haben. Auf diese Kritik replizierte dann wieder Julius Caesar Scaliger zugunsten Sannazaros mit seiner 1531 veröffentlichten, sehr polemischen Oratio pro M. Tullio  Cicerone ad Desiderium Erasmum Roterodamum (Rede für M. Tullius Cicero an Desiderius Erasmus von Rotterdam).
Pietro Bembo dichtete folgendes Distichon als Grabepigramm auf Sannazaro: Da sacro cineri flores; hic ille Maroni / Sincerus musa proximus ut tumulo. Gib der heiligen Asche Blumen: Hier liegt jener Sincerus, der Vergil in seiner Dichtkunst der nächste ist, ebenso wie in seinem Grab. (Übersetzung von W. Ludwig, s. u., S. 54)
In seinem im 16. Jahrhundert überaus einflussreichen Poetiklehrbuch Poetices libri septem (Buch 6, Kap. 4, ed. Lyon 1561, Nachdruck Stuttgart-Bad Cannstatt 1964, S. 313b-315b) platzierte der bereits erwähnte Julius Caesar Scaliger in der Rangliste neulateinischer Dichter hinter dem führenden Girolamo Fracastoro (Hieronymus Fracastorius) Sannazaro auf dem zweiten Platz, noch vor Marco Girolamo Vida, Angelo Poliziano, Pietro Bembo und Paolo Cerrato (1485–1540).
Jacob Burckhardt sieht Sannazaros Verdienst in seiner Schrift Die Cultur der Renaissance in Italien (1860) vor allem in dessen Fähigkeit, Christliches und Heidnisches in seiner Poesie überzeugend zu synthetisieren:

„Sannazaro imponiert durch den gleichmäßigen gewaltigen Fluß, in welchen er Heidnisches und Christliches ungescheut zusammendrängt, durch die plastische Kraft der Schilderung, durch die vollkommen schöne Arbeit. Er hatte sich nicht vor der Vergleichung zu fürchten, als er die Verse von Virgils vierter Ekloge in den Gesang der Hirten vor der Krippe verflocht. Im Gebiet des Jenseitigen hat er da und dort einen Zug dantesker Kühnheit, wie z. B. König David im Limbus der Patriarchen sich zu Gesang und Weissagung erhebt, oder wie der Ewige thronend in seinem Mantel, der von Bildern alles elementaren Daseins schimmert, die himmlischen Geister anredet. […] Sannazaros Ruhm, die Menge seiner Nachahmer, die begeisterte Huldigung der Größten seiner Zeit – dies alles zeigt, wie sehr er seinem Jahrhundert nötig und wert war. Für die Kirche beim Beginn der Reformation löste er das Problem: völlig klassisch und doch christlich zu dichten, und Leo sowohl als Clemens sagten ihm lauten Dank dafür.“

## Editionen, Kommentare und Übersetzungen
- Actii Sinceri Sannazarii, Patricii Neapolitani. Opera latine scripta. Ex secundis curis Jani Broukhusii. Accedunt Gabrielis Altilii, Danielis Cereti, & Fratrum Amaltheorum Carmina; Vitæ Sannazarianæ, & Notæ Petri Vlamingii. Apud Hermannum Uytwerf, Amsterdam 1728 (archive.org).
- Carl Becker (Hrsg.): Summa Poetica. Griechische und lateinische Lyrik von der christlichen Antike bis zum Humanismus. Winkler, München 1967, S. 672–677.
- Ralph Nash (Hrsg.): The Major Latin Poems of Jacopo Sannazaro. Translated into English prose with commentary and selected verse translations. Wayne State U.P., Detroit 1996.
- Fred J. Nichols (Hrsg.): An anthology of Neo-Latin poetry. Yale University Press, New Haven / London 1979, S. 288–317, 678 f.
- Alessandro Perosa, John Sparrow (Hrsg.): Renaissance Latin Verse. An Anthology. University of North Carolina Press, Chapel Hill 1977, S. 142–158.
- Jacopo Sannazaro: Eclogae piscatoriae II (Galatea). In: Harry C. Schnur (Hrsg.): Die Hirtenflöte. Bukolische Dichtungen von Vergil bis Geßner (= Reclams Universal-Bibliothek. 690). Reclam, Leipzig 1978, S. 115–117 (deutsche Übersetzung).
- Harry C. Schnur, Rainer Kößling (Hrsg.): Galle und Honig. Humanistenepigramme. Lateinisch und deutsch (= Reclam Universal-Bibliothek. 942). Reclam, Leipzig 1982, S. 24–27.
- Walther Ludwig: Humanistische Gedichte als Schullektüre. Interpretationen zu Sannazaro, Flaminio und Pontano. In: Der Altsprachliche Unterricht 21 (1986), Heft 1, S. 53–74 [dort S. 54–62 eine detaillierte Interpretation zu Sannazaro, Eleg. II,9: ‚Hic, ubi Cumae surgebant inclyta famae’].
- Charles Fantazzi, Alessandro Perosa (Hrsg.): Iacopo Sannazaro: De Partu Virginis (= Istituto Nazionale di Studi sul Rinascimento. Studi e Testi, 17). Olschki, Florenz 1988, ISBN 88-222-3615-7.
- Petra Maisak / Corinna Fiedler (Hrsg.): Arkadien. Landschaft vergänglichen Glücks (= Insel Taschenbuch 1421). Insel, Frankfurt am Main 1992, 23-27 (Arcadia, Pr. I,18; Ecl. VI,58-114). 47-52 (Pr. X,1-20).
- Francesco Erspamer (Hrsg.): L'Arcadie. Édition critique. Introduction, traduction, notes et tables par Gérard Marino; avec une préface de Yves Bonnefoy (= Les classiques de l'humanisme). Les Belles lettres, Paris 2004 (lx,426 S.; ill.).
- Michael C. J. Putnam (Hrsg.): Jacopo Sannazaro: Latin Poetry (= The I Tatti Renaissance Library. Band 38). Harvard University Press, Cambridge (Massachusetts) 2009, ISBN 978-0-674-03406-8 (lateinischer Text und englische Übersetzung).
- Chiara Frison (Hrsg.): Gli Epigrammi di Jacopo Sannazaro nell’edizione aldina del 1535. Presentazione di Angela Caracciolo Aricò (= Richerce. Collana della Facoltà di Let-tere e Filosofia dell’Università di Venezia, 65). Il poligrafo, Padua 2011 (274 S.), ISBN 978-88-7115-723-8.
- Carlo Vecce (Hrsg.): Iacopo Sannazaro, Arcadia. Introduzione e commento (= Classici italiani 26). Carocci editore, Rom 2013 (391 S.), ISBN 978-88-430-6623-0 (italienischer Text mit sehr ausführlichem Kommentar).
- Helmuth Widhammer (Hrsg.): Iacopo Sannazaro. Arcadia. Hrsg., übersetzt und kommentiert (= Stuttgarter Studienausgaben, Bd. 2). Hiesemann, Stuttgart 2018 (328 S.), ISBN 978-3-7772-1801-4 (erste deutsche Gesamtübersetzung der Arcadia [S. 2-213]; führt Sekundärliteratur nur bis 2010 an, kennt nicht bzw. berücksichtigt im Kommentar [S. 221-247] nicht die epochale Arcadia-Edition von Carlo Vecce 2013; ausführliches Nachwort [S. 268-324]).